# 大槻快尊
大槻 快尊（おおつき かいそん、1880年4月13日 - 1936年6月2日）は、日本の心理学者。かつ真言宗智山派の僧である。

## 人物
愛知県海部郡甚目寺村（現：あま市）生まれ。幼年の時期に長久寺・鈴木快秀の下に出家し真言宗智山派の僧籍を持つ。日本において最も早い時期に、欧米の実験心理学を紹介した人物の一人である。

## 来歴
- 1906年、元良勇次郎、福来友吉の下で、東京帝国大学文学科、大学哲学科心理学専修を終え文学士を修める。同大学の助手を務めた。
- 1909年、上野陽一・倉橋惣三・菅原教造らと共に心理学通俗講話会の設立に参画[2]。
- 1910年、大僧都の僧位が授与される[3]。
- 1911年、日本初の本格的な心理学専門書とされる實験心理學(大槻 1911)の著作を刊行する。日本初の心理学の準学術誌である『心理研究』（1912年創刊）の編集に参画[4]。「もの忘れの心理」(大槻 1912)など多数の論文を寄稿する。
- 1915年5月29日、大正大学智山勧学院の学監、同じく9月3日教授となる[5]。
- 1920年、大須宝生院住職へ就任とともに学究生活を離れてからは、愛知県方面委員助成会連合会や名古屋少年審判所嘱託少年保護司としても尽力をかす。
- 1936年、遷化。生前の功績をたたえられ權大僧正の僧位が送られる[6][5]。

## 著作
- 大槻快尊『實験心理學』成美堂、1911年。 NCID BN10457664。OCLC 43110211。全国書誌番号:40004715。
- 大槻快尊 著「記憶の実験法」、心理学通俗講話会・編纂 編『心理学通俗講話会』 第4輯、同人館、1911年。OCLC 33781183。全国書誌番号:40004817。
- 大槻快尊「語に對する好惡に就て」『心理研究』第1巻第2号、日本心理学会、1912年、205-207頁、doi:10.4992/jjpsy1912.1.205、NAID 130001726151。
- 大槻快尊「もの忘れの心理」『心理研究』第1巻第4号、日本心理学会、1912年、355-394頁、doi:10.4992/jjpsy1912.1.355、NAID 130001726276。
- 大槻快尊・述『心理學概論』早稲田大学出版部〈早稲田大学四十二年度文学科第一学年講義録〉、1912a年。OCLC 33766818。全国書誌番号:43056228。
- 大槻快尊「心理学上最近の論争に就いて(1)～(3)」『哲学雑誌』第29巻第329,331,333,343号、1914年。
- 大槻快尊「心理学上最近の論争に就いて(4)～(5)」『哲学雑誌』第30巻第343,344号、1915年。
- 大槻快尊「感官の練習」『婦人と子ども』第14巻第8号、フレーベル會、1914年8月、349-354頁、NAID 120000855546、OCLC 295252934。
- 大槻快尊「注意ノ包容ニ就テ」『医事新聞』第910号、1914年9月、1408-1409頁、NDLJP:1533732。